# 28208 Timtrippel
28208 Timtrippel è un asteroide della fascia principale. Scoperto nel 1998, presenta un'orbita caratterizzata da un semiasse maggiore pari a 2,5489671 UA e da un'eccentricità di 0,1910311, inclinata di 5,38280° rispetto all'eclittica.